# Horseed FC
Der Horseed Football Club ist ein somalischer Fußballverein aus der Hauptstadt Mogadischu. Mit sieben gewonnenen Meisterschaften ist er nach dem Elman FC der erfolgreichste Verein Somalias. Seine erfolgreichste Zeit hatte der vom Militär gegründete Verein in den 1970er Jahren. Seit dem letzten Gewinn der Meisterschaft im Jahr 1980 konnte der Verein bis auf drei Pokalsiege nicht mehr an seine früheren Erfolge anknüpfen.

## CECAFA Club Cup
Horseed war der erste Verein aus Somalia, der das Finale des CECAFA Club Cup erreichen konnte. Im Jahr 1977 verloren sie dort gegen Luo Union, eine Mannschaft aus Kenia, mit 2:1. In den folgenden Saisons erreichte der Verein zweimal das Halbfinale, verlor dort jedoch einmal gegen Simba SC aus Tansania im Jahr 1978 und 1979 gegen den späteren Sieger Abulahuya FC aus Kenia im Jahr 1979.

## Erfolge
- Somalischer Meister: 1972, 1973, 1974, 1977, 1978, 1979, 1980, 2020/21
- Somalischer Pokalsieger: 1972, 1975, 1976, 1982, 1983, 1987, 2015, 2019, 2020